# New Zealand Cavaliers
| Tour der Cavaliers nach Südafrika 1986 | Tour der Cavaliers nach Südafrika 1986 | Tour der Cavaliers nach Südafrika 1986 | Tour der Cavaliers nach Südafrika 1986 | Tour der Cavaliers nach Südafrika 1986 |
| Übersicht                              | S                                      | G                                      | U                                      | N                                      |
| -------------------------------------- | -------------------------------------- | -------------------------------------- | -------------------------------------- | -------------------------------------- |
| „Test Matches“                         | 04                                     | 1                                      | 0                                      | 3                                      |
| Sonstige Spiele                        | 08                                     | 7                                      | 0                                      | 1                                      |
| Gesamt                                 | 12                                     | 8                                      | 0                                      | 4                                      |
|                                        |                                        |                                        |                                        |                                        |
| Südafrika                              | 04                                     | 1                                      | 0                                      | 3                                      |

Die New Zealand Cavaliers waren eine inoffizielle neuseeländische Rugby-Union-Mannschaft, die im April und Mai 1986 eine fünf Wochen dauernde Tour durch Südafrika unternahm. Wegen der Apartheid-Politik der südafrikanischen Regierung und dem allgemeinen Sportboykott gegen das Land war eine 1985 vom neuseeländischen Verband geplante offizielle Tour gerichtlich verboten worden. Daraufhin bildete sich eine Rebellenmannschaft, die unter Umgehung des Verbots auf privater Basis nach Südafrika reiste und dadurch eine Kontroverse auslöste. Der Kader der Cavaliers setzte sich aus fast der gesamten neuseeländischen Nationalmannschaft zusammen, nur zwei Spieler achteten den Boykott. Es fanden zwölf Spiele statt, darunter vier inoffizielle Test Matches gegen die Springboks, die südafrikanische Nationalmannschaft.

## Ereignisse
In Neuseeland hatte die äußerst umstrittene Tour der Springboks 1981 landesweite Anti-Apartheid-Proteste hervorgerufen, begleitet von weltweiter Verurteilung. Obwohl mit weiteren Protesten gerechnet werden konnte und diese Entscheidung gegen das Gleneagles-Vereinbarung verstieß, nahm die New Zealand Rugby Football Union (NZRFU) 1985 die südafrikanische Einladung für einen Gegenbesuch an. Zwei Mitglieder des Rugbyvereins der University of Auckland verklagten daraufhin die NZRFU. Sie machten geltend, dass die geplante Tour nicht dem in der Verbandssatzung festgeschriebenen Ziel der Förderung, Pflege und Entwicklung des Amateur-Rugbys in ganz Neuseeland entspreche. Insbesondere werde das Ansehen des Rugbysports beschädigt, weshalb die Durchführung verboten werden müsse. Am 21. Juni 1985 entschied der Court of Appeal, dass die Kläger klageberechtigt seien. Daraufhin erließ der High Court am 8. Juli eine einstweilige Verfügung. Sie verbot der Nationalmannschaft die Abreise nach Südafrika und die Durchführung der Tour, die am 17. Juli hätte beginnen sollen. Kurzfristig musste als Ersatz eine Tour nach Argentinien organisiert werden.
Viele Nationalspieler waren mit dem Urteil nicht einverstanden, weshalb sie im Geheimen eine „Rebellentour“ organisierten. 22 Spieler verließen Neuseeland am 12. April 1986 Neuseeland in Richtung Hongkong, von wo aus sie nach Südafrika weiterreisten. Acht weitere Spieler reisten über England an, nachdem sie dort Ende März an der Jubiläumsfeier des International Rugby Board teilgenommen hatten. Erst als die Spieler sowie der von Colin Meads und Ian Kirkpatrick angeführte Trainerstab am Ziel angekommen waren, erfuhr die überraschte Öffentlichkeit von ihrem Vorhaben. Von den 30 Nationalspielern, die 1985 aufgeboten worden waren, verzichteten nur zwei auf eine Teilnahme an der nicht autorisierten Tour – David Kirk und John Kirwan. Viele Neuseeländer waren verärgert, denn die Spieler waren mitten in der Saison abgereist und hatten somit ihre Provinzmannschaften im Stich gelassen. Die Medien berichteten, dass die Spieler in südafrikanischen Einkaufszentren Tour-Erinnerungsstücke versteigerten. Das Geschehen auf dem Spielfeld sorgte ebenfalls nicht für Begeisterung: Die Mannschaft, die sich selbst als Cavaliers bezeichnete, verlor drei der vier Begegnungen mit der südafrikanischen Nationalmannschaft; hinzu kam eine weitere Niederlage gegen das Team Transvaal.
Die Cavaliers liefen in schwarzer Bekleidung auf, die zusätzlich goldene Bänder aufwies, um auf den Hauptsponsor – die südafrikanischen Gelben Seiten – hinzuweisen. Das Teamlogo bestand aus einem grünen Oval vor goldenem Hintergrund, in dem ein aufrechter Silberfarn und ein Springbock zu sehen waren. Es kursierten Gerüchte, wonach der Sponsor nicht nur die Spesen der Cavaliers bezahlte, sondern dass den Rebellen auch größere Geldbeträge bezahlt wurden – ein kontroverses Thema zu einer Zeit, als Rugby Union noch als Amateursport galt (die Ära des Profisports begann erst 1995).
Nach ihrer Rückkehr verbot die NZRFU allen Cavaliers die Teilnahme an den nächsten beiden Test Matches der All Blacks und wählte stattdessen eine neue Gruppe von Spielern aus. Die meisten dieser Ersatzspieler waren jünger und erhielten aus diesem Grund den Spitznamen „Baby Blacks“. Diese neuen All Blacks bildeten die Grundlage für eine der erfolgreichsten Perioden in der Geschichte der Nationalmannschaft. Viele der Cavaliers hatten deshalb Mühe, wieder ihren Stammplatz in der Mannschaft zu erkämpfen oder spielten überhaupt nie mehr auf internationaler Ebene. Die nächsten Spiele gegen Südafrika fanden erst wieder 1992 statt, nachdem das Ende der Apartheid eingeläutet worden war.

## Spielplan
- Hintergrundfarbe grün = Sieg
- Hintergrundfarbe rot = Niederlage

(inoffizielle Test Matches sind grau unterlegt; Ergebnisse aus der Sicht der Cavaliers)
| #  | Datum          | Gegner                   | Ort           | Stadion                 | Ergebnis |
| -- | -------------- | ------------------------ | ------------- | ----------------------- | -------- |
| 01 | 23. April 1986 | Junior Springboks        | Johannesburg  | Ellis Park Stadium      | 22:21    |
| 02 | 26. April 1986 | Northern Transvaal       | Pretoria      | Loftus Versfeld Stadium | 10:9     |
| 03 | 30. April 1986 | Orange Free State        | Bloemfontein  | Free State Stadium      | 31:9     |
| 04 | 03. Mai 1986   | Transvaal                | Johannesburg  | Ellis Park Stadium      | 19:24    |
| 05 | 06. Mai 1986   | Western Province         | Kapstadt      | Newlands Stadium        | 26:15    |
| 06 | 10. Mai 1986   | Südafrika                | Kapstadt      | Newlands Stadium        | 15:21    |
| 07 | 13. Mai 1986   | Natal                    | Durban        | Kings Park Stadium      | 37:24    |
| 08 | 17. Mai 1986   | Südafrika                | Durban        | Kings Park Stadium      | 19:18    |
| 09 | 20. Mai 1986   | South African Barbarians | Johannesburg  | Ellis Park Stadium      | 42:13    |
| 10 | 24. Mai 1986   | Südafrika                | Pretoria      | Loftus Versfeld Stadium | 18:33    |
| 11 | 27. Mai 1986   | Western Transvaal        | Potchefstroom | Olën Park               | 26:18    |
| 12 | 31. Mai 1986   | Südafrika                | Johannesburg  | Ellis Park Stadion      | 10:24    |

## Inoffizielle Test Matches
| 10. Mai 1986 | Südafrika                                                                             | 21 : 15       | New Zealand Cavaliers                                       | Newlands Stadium, Kapstadt Zuschauer: 38.000 Schiedsrichter: Ken Rowlands (Wales) |
| 10. Mai 1986 | Versuche: C. du Plessis Erhöhungen: Botha Straftritte: Botha (3) Dropgoals: Botha (2) | (6:9) Bericht | Versuche: Strafversuch Erhöhungen: Fox Straftritte: Fox (3) | Newlands Stadium, Kapstadt Zuschauer: 38.000 Schiedsrichter: Ken Rowlands (Wales) |

Aufstellungen:
- Südafrika: Anton Barnard, Wahl Bartmann, Naas Botha , Jannie Breedt, Schalk Burger, Carel du Plessis, Michael du Plessis, Christo Ferreira, Danie Gerber, Johan Heunis, Louis Moolman, Jaco Reinach, Uli Schmidt, Gert Smal, Philip van der Merwe
- Cavaliers: John Ashworth, Mike Clamp, Kieran Crowley, Andy Donald, Grant Fox, Craig Green, Andy Haden , Gary Knight, Murray Mexted, Murray Pierce, Hika Reid, Mark Shaw, Frank Shelford, Victor Simpson, Warwick Taylor 
 Auswechselspieler: Jock Hobbs

| 17. Mai 1986 | Südafrika                                                  | 18 : 19        | New Zealand Cavaliers                                        | Kings Park Stadium, Durban Zuschauer: 42.000 Schiedsrichter: Ken Rowlands (Wales) |
| 17. Mai 1986 | Versuche: Reinach Erhöhungen: Botha Straftritte: Botha (4) | (9:16) Bericht | Versuche: Mexted Taylor Erhöhungen: Fox Straftritte: Fox (3) | Kings Park Stadium, Durban Zuschauer: 42.000 Schiedsrichter: Ken Rowlands (Wales) |

Aufstellungen:
- Südafrika: Anton Barnard, Wahl Bartmann, Naas Botha , Jannie Breedt, Schalk Burger, Carel du Plessis, Michael du Plessis, Christo Ferreira, Danie Gerber, Johan Heunis, Louis Moolman, Jaco Reinach, Uli Schmidt, Gert Smal, Philip van der Merwe
- Cavaliers: John Ashworth, Mike Clamp, Kieran Crowley, Grant Fox, Craig Green, Andy Haden , Jock Hobbs, Gary Knight, David Loveridge, Murray Mexted, Hika Reid, Mark Shaw, Victor Simpson, Warwick Taylor, Gary Whetton

| 24. Mai 1986 | Südafrika                                                                           | 33 : 18        | New Zealand Cavaliers                                                 | Loftus Versfeld Stadium, Pretoria Zuschauer: 68.000 Schiedsrichter: Ken Rowlands (Wales) |
| 24. Mai 1986 | Versuche: Botha Gerber Reinach Schmidt Erhöhungen: Botha (4) Straftritte: Botha (3) | (12:9) Bericht | Versuche: Crowley Erhöhungen: Fox Straftritte: Fox (3) Dropgoals: Fox | Loftus Versfeld Stadium, Pretoria Zuschauer: 68.000 Schiedsrichter: Ken Rowlands (Wales) |

Aufstellungen:
- Südafrika: Wahl Bartmann, Naas Botha , Jannie Breedt, Schalk Burger, Carel du Plessis, Michael du Plessis, Frans Erasmus, Danie Gerber, Johan Heunis, Piet Kruger, Louis Moolman, Jaco Reinach, Uli Schmidt, Gert Smal, Garth Wright
- Cavaliers: John Ashworth, Mike Clamp, Kieran Crowley, Grant Fox, Craig Green, Andy Haden, Jock Hobbs , Gary Knight, David Loveridge, Murray Mexted, Hika Reid, Mark Shaw, Victor Simpson, Warwick Taylor, Gary Whetton 
 Auswechselspieler: Andy Donald

| 31. Mai 1986 | Südafrika                                                                          | 24 : 10        | New Zealand Cavaliers                   | Ellis Park Stadium, Johannesburg Zuschauer: 72.000 Schiedsrichter: Ken Rowlands (Wales) |
| 31. Mai 1986 | Versuche: Wright Erhöhungen: Botha Straftritte: Botha (5) Dropgoals: M. du Plessis | (6:10) Bericht | Versuche: Donald Straftritte: Deans (2) | Ellis Park Stadium, Johannesburg Zuschauer: 72.000 Schiedsrichter: Ken Rowlands (Wales) |

Aufstellungen:
- Südafrika: Wahl Bartmann, Naas Botha , Jannie Breedt, Schalk Burger, Carel du Plessis, Michael du Plessis, Frans Erasmus, Danie Gerber, Johan Heunis, Piet Kruger, Louis Moolman, Jaco Reinach, Uli Schmidt, Gert Smal, Garth Wright 
 Auswechselspieler: Helgard Muller
- Cavaliers: Mike Clamp, Robbie Deans, Andy Donald, Craig Green, Andy Haden, Jock Hobbs , Gary Knight, Steve McDowall, Murray Mexted, Hika Reid, Victor Simpson, Wayne Smith, Warwick Taylor, Alan Whetton, Gary Whetton